# 다키모토 다쓰히코
다키모토 다쓰히코(일본어: 滝本竜彦, 1978년 9월 20일 ~ )는 일본의 소설가이다. 홋카이도 히야마 군 가미노쿠니 정 출신. 하코다테시에 있는 고등학교를 졸업하고 상경해 센슈 대학교 문학부에 다녔으나 히키코모리가 되어 학교를 중퇴한다.
2001년 《네거티브 해피 체인 소 에지(ネガティブハッピー・チェーンソーエッヂ)》로 제5회 가도카와 학원 소설 특별상을 수상했고, 2002년에 발표된 대표작 《NHK에 어서 오세요!(NHKにようこそ!)》는 만화와 애니메이션으로도 만들어졌다.

## 국내 발표작

### 단행본
- 2006년 5월, 《NHK에 어서 오세요(NHKにようこそ!)》

아베 요시토시 그림, 현정수 번역. 학산문화사. 323쪽, ISBN 89-529-8488-9
- 2006년 12월, 《네거티브 해피 체인 소 에지(ネガティブハッピー・チェーンソーエッヂ)》

아베 요시토시 그림, 현정수 번역. 학산문화사. 322쪽, ISBN 89-529-8850-7

### 중·단편
- 〈ECCO〉- 《파우스트》 vol.2~, D.K 그림
- 〈신세기 레드 수건 머플러(新世紀レッド手ぬぐいマフラー)〉 - 《파우스트》 vol.4, 마이조 오타로 그림
- 〈아무에게도 읽히지 않는(誰にも続かない)〉 - 《파우스트》 vol.4, 마이조 오타로 그림

오쓰이치, 기타야마 다케쿠니, 사토 유야, 다키모토 다쓰히코, 니시오 이신의 릴레이 소설

### 에세이
- 〈타키모토 타츠히코의 <서울의 추억> : 불고기 아주 맛있었습니다~!〉 - 《파우스트》 vol.2, 고진호 그림

2006년 서울국제만화애니메이션페스티벌에 사인회차 방한한 뒤의 에세이

### 원작

#### 만화
- 다키모토 다쓰히코, 오오이와 겐지(大岩ケンヂ). 《NHK에 어서오세요!》

1. 2005년 4월. 177쪽, ISBN 89-529-6785-2
2. 2005년 5월. 193쪽, ISBN 89-529-6900-6
3. 2005년 9월. 193쪽, ISBN 89-529-7412-3
4. 2006년 3월. 194쪽, 한정판 ISBN 89-529-7862-5, 일반판 ISBN 89-529-7861-7
5. 2006년 9월. 191쪽, ISBN 89-529-8677-6
6. 2007년 5월. 191쪽, ISBN 978-89-529-9309-0
7. 2007년 9월. 193쪽, ISBN 978-89-529-9951-1

학산문화사.